# FRETILIN
Die FRETILIN (auch Fretilin, portugiesisch Frente Revolucionária de Timor-Leste Independente; deutsch Revolutionäre Front für die Unabhängigkeit von Osttimor) ist eine linksorientierte Partei in Osttimor. Als eine der größten Parteien des Landes hatte sie eine zentrale Rolle im Unabhängigkeitskampf Osttimors und ist eine der relevanten Kräfte in der heutigen Politik des südostasiatischen Landes. Das Hauptquartier der FRETILIN befindet sich an der Avenida Nicolau Lobato in Dilis Suco Fatuhada (Aldeia Zero III).

## Geschichte

### Gründung
Nach der Nelkenrevolution in Portugal im April 1974 wurden auch in der Kolonie Portugiesisch-Timor die ersten Parteien gegründet und später vom neuen Gouverneur Mário Lemos Pires legalisiert als Vorbereitung für freie Wahlen zu einer verfassunggebenden Versammlung. Am 20. Mai wurde als linksorientierte Partei die Associação Social Democrática Timorense (ASDT) (Timoresische Sozialdemokratische Assoziation, die heutige ASDT ist eine spätere Gründung) gegründet. Die Gründungsmitglieder waren:
- José Ramos-Horta
- Francisco Xavier do Amaral
- Aleixo Gaspar Corte-Real
- Justino Mota
- Nicolau Lobato
- Maria do Céu Pereira (Bi Lear)
- Afonso do Araújo
- Marí Alkatiri
- José António Gomes da Costa
- Rui Fernandes (Daholo)
- José Luís Amaral
- Filomeno Paixão de Jesus
- António de Jesus Barbosa
- Sebastião Montalvão Lais
- Octávio Jordão de Araújo
- Floriano Chaves

Erster Präsident wurde Francisco Xavier do Amaral, Nicolau Lobato Vizepräsident. Sie strebte eine schnelle Unabhängigkeit von Portugal an, während andere Parteien eine lockere Bindung an die alte Kolonialmacht oder den Anschluss an Indonesien oder Australien propagierten. Generalsekretär wurde Alarico Fernandes, zweiter Generalsekretär war Justino Mota, Sekretär für politische Angelegenheiten Marí Alkatiri und Sekretär für Außenbeziehungen José Ramos-Horta. Königin Maria de Manufahi, die Witwe des Rebells Boaventuras von 1912, wurde im Juni 1974 Mitglied der Partei, was der Bewegung eine besondere Aura für die Bevölkerung einbrachte.
Am 11. September 1974 wurde die ASDT in FRETILIN umbenannt. Viele der Parteigründer waren die Söhne von Liurai und waren als Lehrer oder in der Verwaltung tätig. Ihre Unterstützer fand die FRETILIN aber nicht nur unter vielen prominenten Liurai, sondern auch in den Dörfern. Der FRETILIN wurde von Australien und Indonesien vorgeworfen marxistisch zu sein, allerdings war sie mehr eine Sammlungsbewegung. Francisco Borja da Costa rechnete man den Kommunisten zu, Nicolau Lobato war mehr ein christlicher Marxist, doch Amaral war Konservativer und Ramos-Horta Sozialdemokrat. Die Studenten aus dem Casa dos Timores, die um die Jahreswende 1974/75 aus Lissabon zurückkehrten und zu der auch die Gründerin Maria do Céu Pereira gehörte, waren deutlich stärker sozialistisch-maoistisch ausgerichtet. Sie hatten in Portugal unter anderem Kontakt mit Amílcar Cabral aus Portugiesisch-Guinea und anderen linken, afrikanischen Nationalisten, die auch die marxistische FRELIMO in Mosambik beeinflussten. Der neue Name FRETILIN war nun eine Anlehnung, die die Angst vor einem kommunistischen Osttimor schürte und mit ein Grund für die Unterstützung der USA und Australiens für die spätere indonesische Invasion war.
Im Frühjahr 1975 konnte die FRETILIN sich auf eine Mehrheit der Bevölkerung in ganz Osttimor stützen. Am 13. März 1975 wurden im Rahmen des Dekolonisationsprogramms Wahlen im Distrikt Lautém durchgeführt. Ziel war es, die traditionellen Herrschersysteme zu ersetzen. Bei diesem Pilotprojekt für Lokalwahlen gab es keine Parteilisten oder -kandidaten. Die Wähler warfen einfach Kieselsteine in Körbe der Kandidaten, um ihre Stimme abzugeben. FRETILIN-nahe Kandidaten konnten sich hier mit 55 % der Stimmen durchsetzen. Den zweiten Platz belegten Kandidaten der União Democrática Timorense (UDT), die eine enge Bindung zur ehemaligen Kolonialmacht Portugal bevorzugte. Von Januar bis Mai 1975 bestand eine Koalition zwischen FRETILIN und UDT, die dann aber zerbrach.

### Unabhängigkeitskampf

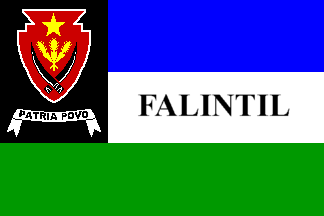
Flagge der FALINTIL

Im Sommer 1975 brachen, nach Intrigen des indonesischen Geheimdienstes Bakin, zwischen der UDT und der FRETILIN Kämpfe aus. Am 10. August versuchte die UDT einen Putsch, um der wachsenden Popularität der FRETILIN etwas entgegenzustellen. In Dili kam es zu Straßenkämpfen. Gouverneur Pires floh auf die vorgelagerte Insel Atauro und versuchte von dort ein Abkommen zwischen den beiden Parteien auszuhandeln. Von der FRETILIN wurde er gedrängt, zurückzukehren und die Entkolonialisierung voranzutreiben, aber Pires bestand darauf, auf Anweisungen aus Lissabon zu warten. Osttimoresen, die bisher in der portugiesischen Armee dienten, unterstützten die FRETILIN im Kampf und bildeten den Kern der später gegründeten Forças Armadas de Libertação Nacional de Timor-Leste FALINTIL (Bewaffnete Kräfte zur nationalen Befreiung Osttimors). Am 27. August konnte sich die besser bewaffnete und von der Bevölkerung breiter unterstützte FRETILIN endgültig durchsetzen und die Kontrolle in Dili übernehmen. Insgesamt starben etwa 2.000 Menschen. Der FRETILIN werden Menschenrechtsverletzungen während dieser Zeit vorgeworfen. So musste sie eingestehen, dass gefangene UDT-Anhänger ermordet wurden. 500 Kämpfer der UDT und 2.500 Zivilisten flohen in das indonesische Westtimor. Hier wurden sie gezwungen, nun den Anschluss Osttimors an Indonesien zu unterstützen.
Indonesien nutzte den kurzen Bürgerkrieg, um zu behaupten, in Portugiesisch-Timor herrschten Anarchie und Chaos, doch nur einen Monat später besuchten Hilfsorganisationen aus Australien und anderen Ländern die Kolonie und bezeichneten die Situation als stabil. Die FRETILIN hatte durch die große Unterstützung in der Bevölkerung schnell wieder für Ruhe und Ordnung gesorgt. Auch ehemalige UDT-Anhänger, die geblieben waren, arbeiteten nun wieder mit ihr zusammen. Ab dem 8. Oktober besetzten indonesische Truppen nach und nach die Grenzgebiete Osttimors. Angesichts dieser Bedrohung rief die FRETILIN am 28. November 1975 einseitig die Unabhängigkeit der Demokratischen Republik Osttimor aus, weil man als unabhängige Nation sich mehr Unterstützung durch die UN erhoffte. Amaral wurde erster Präsident, Lobato erster Premierminister. Am 7. Dezember folgte bereits die großangelegte Invasion Osttimors durch Indonesien.

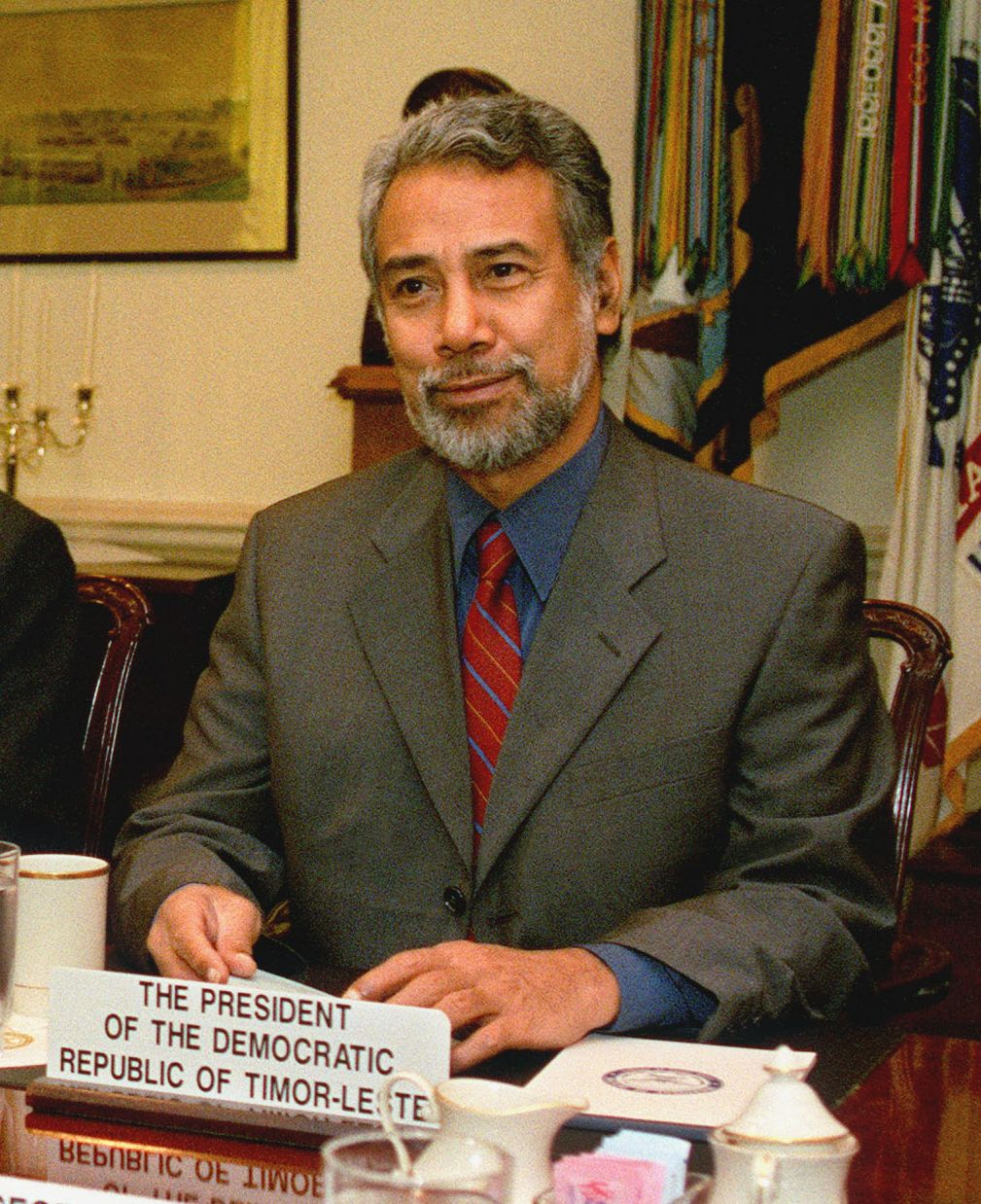
Vom Guerillakämpfer zum Politiker: Xanana Gusmão 2002

Auf dem FRETILIN-Kongress vom Mai 1976 in Soibada wurde Lobato offiziell zum militärischen Kommandanten erhoben. Der osttimoresische Widerstand operierte als Guerilla aus den Bergen heraus. Ende 1976 kam es zu internen Streitigkeiten um die Ausrichtung der FRETILIN im Osten des Landes. Die lokalen FRETILIN-Führer Aquiles Freitas Soares (Quelicai) und Francisco Ruas Hornay wurden infolgedessen verhaftet und hingerichtet. 1977 wurde Amaral wegen Meinungsverschiedenheiten über das Vorgehen gegen die indonesische Besatzung von der FRETILIN abgesetzt. Bis 1980 waren 47 von den 50 Gründungsmitgliedern des FRETILIN-Zentralkomitees (CCF) durch die Invasion und Besetzung umgekommen. Die einzigen, die den Krieg gegen Indonesien überlebten, waren Xanana Gusmão und Ma'huno Bulerek Karathayano. Guilhermina Araújo überlebte, weil sie bereits im Dezember 1974 nach Portugal ging.
1981 wählte eine geheime Nationalkonferenz Xanana Gusmão in Lacluta zum Chef der FALINTIL, als Nachfolger des getöteten Nicolau dos Reis Lobatos. Unter seiner Führung vertraute die FALINTIL mehr auf heimliche Untergrundnetzwerke und setzte kleine Gruppen ein, um indonesische Ziele anzugreifen. Gusmão koordinierte den Kampf, bis er 1992 bei einer großangelegten Operation mit 40.000 indonesischen Soldaten verhaftet wurde. 1996 erhielten José Ramos-Horta, der Vertreter des osttimoresischen Widerstands bei der UNO in New York, und sein Landsmann Bischof Carlos Filipe Ximenes Belo den Friedensnobelpreis.

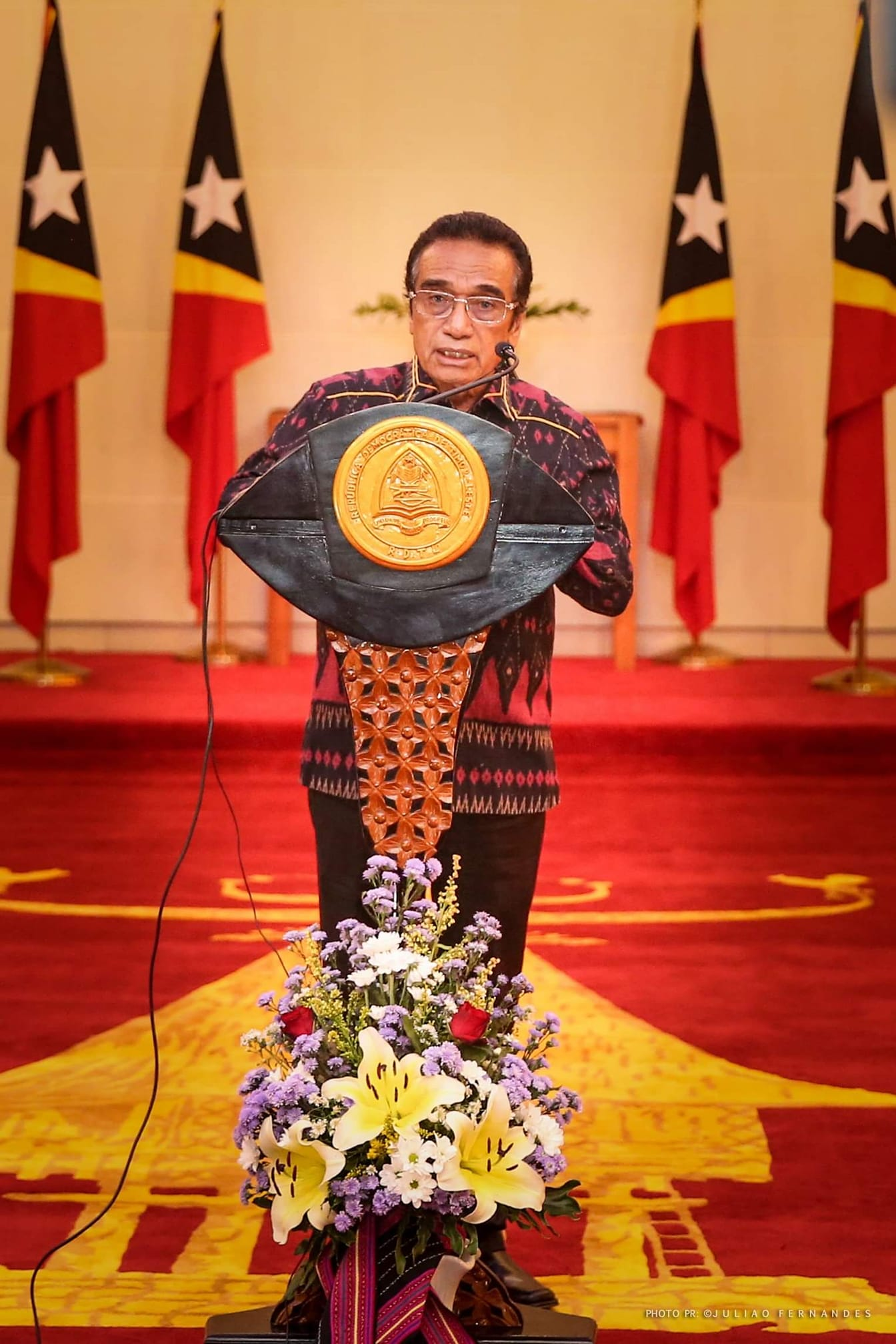
Staatspräsident Francisco Lu-Olo Guterres (2020)

Am 31. März 1986 wurde die Nationale Timoresische Konvergenz (Convergencia Nacional Timorense CNT) von UDT, FRETILIN, Klibur Oan Timur Asuwain (KOTA) und der Partido Trabalhista (Arbeiterpartei) als Dachverband gegründet. Doch es gab immer wieder Spaltungen und Machtkämpfe zwischen den einzelnen Gruppierungen. Der Pakt zerfiel wieder. Am 20. August 1987 wurde die FALINTIL von Gusmão von einer Parteiarmee der FRETILIN zu einer nationalen Armee des osttimoresischen Widerstands umgewandelt. Gusmão blieb ihr Anführer. Auf einem Kongress gründeten schließlich Gusmão und José Ramos-Horta, Sprecher der osttimoresischen Exilregierung und ihr Vertreter bei den Vereinten Nationen, 1988 den Conselho Nacional de Resistência Maubere CNRM (Nationalrat des Widerstandes der Maubere, später Conselho Nacional de Resistência Timorense CNRT) als neuen Dachverband des osttimoresischen Widerstands. Xanana Gusmão wurde zum Präsidenten des CNRM gewählt, weswegen er aus der FRETILIN austrat, um nicht als parteiisch zu gelten. Gleiches tat Ramos-Horta. UDT und KOTA lehnten zunächst eine Zusammenarbeit ab. Die FALINTIL wurde dem CNRM unterstellt und die Führung in der FRETILIN übernahm 1988 ein Direktivkomitee. Sekretär des Direktivkomitees der FRETILIN (CDF) wurde Ma'huno Bulerek Karathayano. Seine Stellvertreter wurden Francisco Lu-Olo Guterres, Mau Hodu und Nino Konis Santana. Nach der Gefangennahme von Gusmão 1992 übernahm Ma'huno von ihm auch die Führung der FALINTIL. Ma'huno wurde im April 1993 von den Indonesiern gefangen genommen und auch Mau Hodu ereilte das gleiche Schicksal. Neuer Sekretär des CDF und FALINTIL-Führer wurde Nino Konis Santana. Er starb im März 1998. Den Sekretärsposten des CDF übernahm Francisco Lu-Olo Guterres.
Indonesiens Diktator Suharto trat im Mai 1998 zurück und es begannen Verhandlungen zur Lösung des Osttimorkonflikts. Guterres wurde auf der Nationalen Sonderkonferenz vom 15. bis 20. August 1998 in Sydney zum Generalkoordinator des FRETILIN-Präsidialrats gewählt, dem nun höchsten Amt in der Partei. Stellvertreter wurden Marí Alkatiri für die diplomatische Front und Ma'huno für die Front im Untergrund. Ma'huno war bereits 1995 durch eine Amnestie wieder freigelassen worden. Der CDF als Parteiorgan wurde abgeschafft. Am 30. August 1999 stimmten bei einem Referendum 78,5 % der Bevölkerung für die Unabhängigkeit Osttimors von Indonesien. Vor und nach dem Referendum kam es zu Massenmorden und Vertreibungen durch pro-indonesische Milizen und das indonesische Militär. Eine internationale Friedenstruppe unter australischer Führung landete und sorgte wieder für Ruhe und Ordnung. Osttimor kam unter UN-Verwaltung.
Im Mai 2000 fand eine Generalkonferenz der Kader der FRETILIN in Dili mit 1.250 Delegierten aus ganz Osttimor und allen Ländern statt, in denen es timoresische Exilanten gab. Auf dem außerordentlichen Parteikongress im Juli 2001 wurde Lu-Olo zum Parteivorsitzenden und Alkatiri zum Generalsekretär gewählt. Bis zu dem CNRT-Kongress im August schlossen sich auch die neuen osttimoresischen Parteien PST, UDC, PSD und auch die alten Parteien KOTA, die pro-indonesische APODETI und die Arbeiterpartei dem CNRT an. Nach dem Kongress traten jedoch FRETILIN und UDT aus dem CNRT aus, um sich bei den anstehenden Wahlen als eigenständige Parteien präsentieren zu können. Am 30. August 2001 wurden freie Wahlen abgehalten. Die FRETILIN erhielt 57,37 % der Stimmen und wurde damit stärkste Kraft im Parlament. Am 20. Mai 2002 wurde Osttimor endgültig unabhängig.

### Die FRETILIN an der Regierung im unabhängigen Osttimor

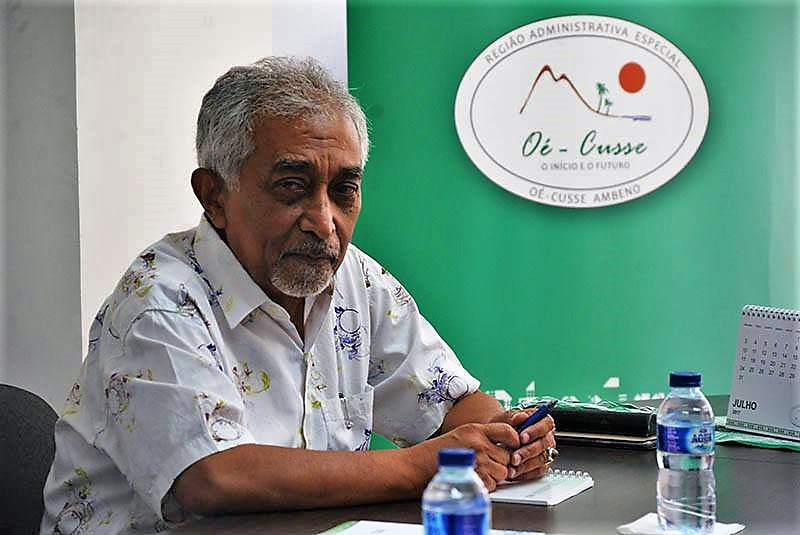
Marí Bin Amude Alkatiri, Generalsekretär der FRETILIN (2017)

Die FRETILIN ist assoziiertes Mitglied in der Sozialistischen Internationale.
Im Oktober 2005 hat die Empfangs-, Wahrheits- und Versöhnungskommission (Comissão de Acolhimento, Verdade e Reconciliacão de Timor-Leste CAVR) einen über 2.000 Seiten starken Bericht über die Auswirkungen der indonesischen Besetzung veröffentlicht. Auch der FRETILIN werden für die Zeit von 1974 bis 1999 Menschenrechtsverletzungen vorgeworfen. Im Bericht werden 1.297 illegale Tötungen (Mord), 71 Fälle von Verschwinden von Personen, über 3.000 Verhaftungen, fast 1.000 Fälle von Misshandlungen, sexuelle Übergriffe, über 400 Fälle von Zwangsumsiedlung, erzwungene Rekrutierung und Zerstörung von Privateigentum aufgeführt. Diese Vorfälle fanden aber mehrheitlich in den 1980ern statt.
Die FRETILIN hatte mit 55 der 88 Sitze im ersten Nationalparlament Osttimors die absolute Mehrheit, war aber in mehrere Gruppen innerlich zersplittert. Bis auf einen Unabhängigen waren alle Distriktabgeordneten im Parlament Vertreter der FRETILIN. Der Parteivorsitzende der FRETILIN Francisco Guterres (seit Juli 2001) war Parlamentspräsident. Der Generalsekretär Marí Alkatiri wurde erster Premierminister Osttimors, musste aber infolge der Unruhen in Osttimor 2006 ebenso wie zwei seiner Minister zurücktreten. Alkatiris Nachfolger als Premierminister wurde José Ramos-Horta, der aber, ebenso wie Osttimors Staatspräsident Xanana Gusmão, bereits 1988 aus der Partei ausgetreten war, um eine parteipolitisch neutrale Position im CNRT zu übernehmen. José Luís Guterres, der unter Ramos-Horta Außenminister wurde, scheiterte bei dem Versuch, mit Hilfe seiner Gruppe FRETILIN Mudança auf einem chaotischen Parteitag Alkatiri auch als Generalsekretär der FRETILIN zu stürzen. Alkatiri blieb Generalsekretär und die Nummer zwei in der Parteihierarchie hinter Francisco Guterres.

### Machtverlust

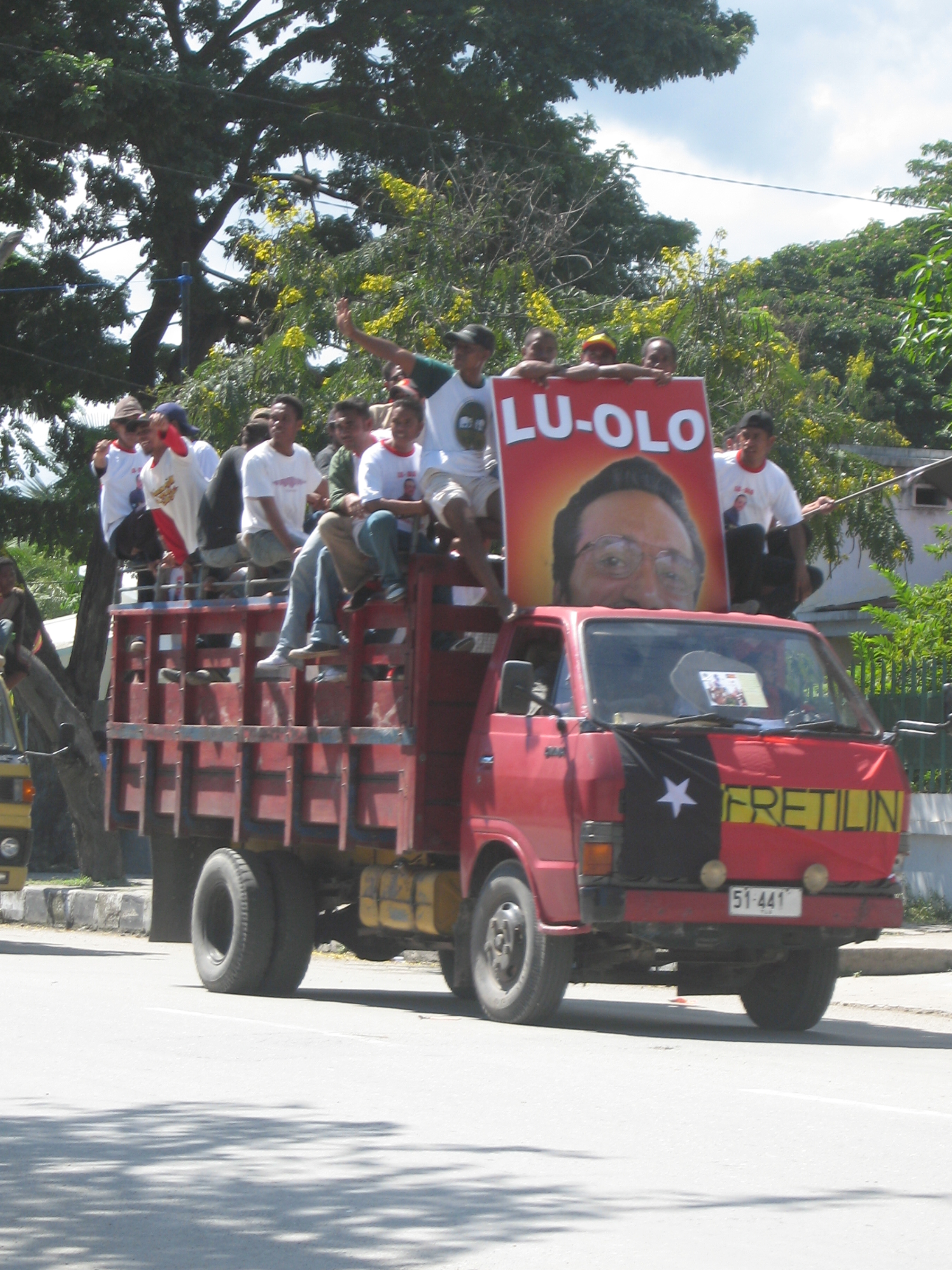
Präsidentschaftswahlkampf 2007

Francisco Guterres trat für die FRETILIN bei der Präsidentschaftswahl 2007 an und konnte im ersten Wahlgang am 9. April mit 27,89 % die meisten Stimmen auf sich vereinen. Bei der Stichwahl gegen José Ramos-Horta am 8. Mai 2007 verlor Guterres aber mit 30,82 %.
Die Parlamentswahlen am 30. Juni 2007 brachten für die FRETILIN schmerzhafte Verluste. Sie erhielt nur noch 29,02 %, wurde aber mit 21 Sitzen trotzdem die stärkste Kraft im Parlament. Allerdings schlossen sich vier Parteien zu einer Koalition namens Aliança da Maioria Parlamentar AMP zusammen, die mit 37 Sitzen knapp über die absolute Mehrheit verfügt. Es entbrannte ein Streit, ob die FRETILIN nun laut Verfassung eine Regierung führen müsse oder ob die AMP alleine eine Regierung bilden könne. Da keine Einigung zwischen den Blöcken erzielt werden konnte, entschied sich Staatspräsident Ramos-Horta schließlich die AMP mit der Regierungsbildung zu beauftragen. Generalsekretär Marí Alkatiri nannte diese Regierung nicht verfassungsmäßig und illegal. Drohungen, Parlamentssitzungen zu boykottieren und beim Obersten Gericht zu klagen, wurden aber nicht in die Tat umgesetzt. Kurz nach Bekanntgabe der Regierungsbildung durch die AMP kam es vor allem in Dili und den FRETILIN-Hochburgen Viqueque und Baucau zu massiven gewaltsamen Ausschreitungen, für die verschiedene Politiker die FRETILIN und speziell Alkatiri verantwortlich machen. Alkatiri distanzierte sich aber von den Gewalttätern und lehnte jegliche Verantwortung dafür ab.
Nach den Parlamentswahlen 2007 wurde Arsénio Bano zum Vizepräsidenten der FRETILIN gewählt. Der 1974 Geborene soll die Vorbereitung für einen Generationenwechsel darstellen, so die offiziellen Verlautbarungen der Partei. Bano stand bei den Parlamentswahlen bereits auf Platz 3 der Parteiliste hinter Guterres und Alkatiri.
Am 1. Mai 2008 unterschrieb die FRETILIN mit der ASDT eine Bündniserklärung zur Bildung einer Koalition nach den nächsten Wahlen, die beide Parteien nun für das Frühjahr 2009 forderten. In der darauffolgenden Zeit kam es aber dann zu keiner weiteren Annäherung der beiden Parteien und die ASDT blieb im Regierungsbündnis AMP. Die FRETILIN konzentrierte sich seit den Wahlen darauf, der Regierung ständig Versagen und Korruption vorzuwerfen und vorgezogene Neuwahlen zu fordern.
Am 20. August 2011 ließ die FRETILIN als erste Partei Osttimors durch eine direkte Wahl ihre Führung wählen. Dabei gaben 165.570 Wähler ihre Stimme ab. 95,87 % stimmten für Parteivorsitzenden Guterres und Generalsekretär Alkatiri, 4,13 % gegen sie.
Die Präsidentschaftswahlen in Osttimor 2012 verliefen analog zu jenen von 2007. Guterres gewann zwar die erste Runde mit 28,76 %, verlor aber gegen Taur Matan Ruak mit 38,77 % der Stimmen.

### Konflikt mit der Reformbewegung
Die Konfrontation der FRETILIN Mudança mit der eigenen Partei eskalierte nach den Parlamentswahlen. Alkatiri erwirkte gegen die Angehörigen der FRETILIN Mudança Parteiausschlussverfahren, da sie Wähler aufgefordert hatten Xanana Gusmão und seiner neuen Partei Congresso Nacional da Reconstrução Timorense (CNRT) zu wählen. Der Aufforderung, die FRETILIN freiwillig zu verlassen, waren die Reformer nicht nachgekommen. Überraschend berief Gusmão dann José Luís Guterres zum stellvertretenden Premierminister. Guterres Ernennung wurde als Versuch gewertet, den Reformkräften in der FRETILIN eine Möglichkeit zur Teilnahme an der Regierung zu eröffnen. Ein nachträgliches Angebot an FRETILIN-Politiker, sich im Kabinett zu beteiligen, wurde von der Parteiführung abgelehnt.

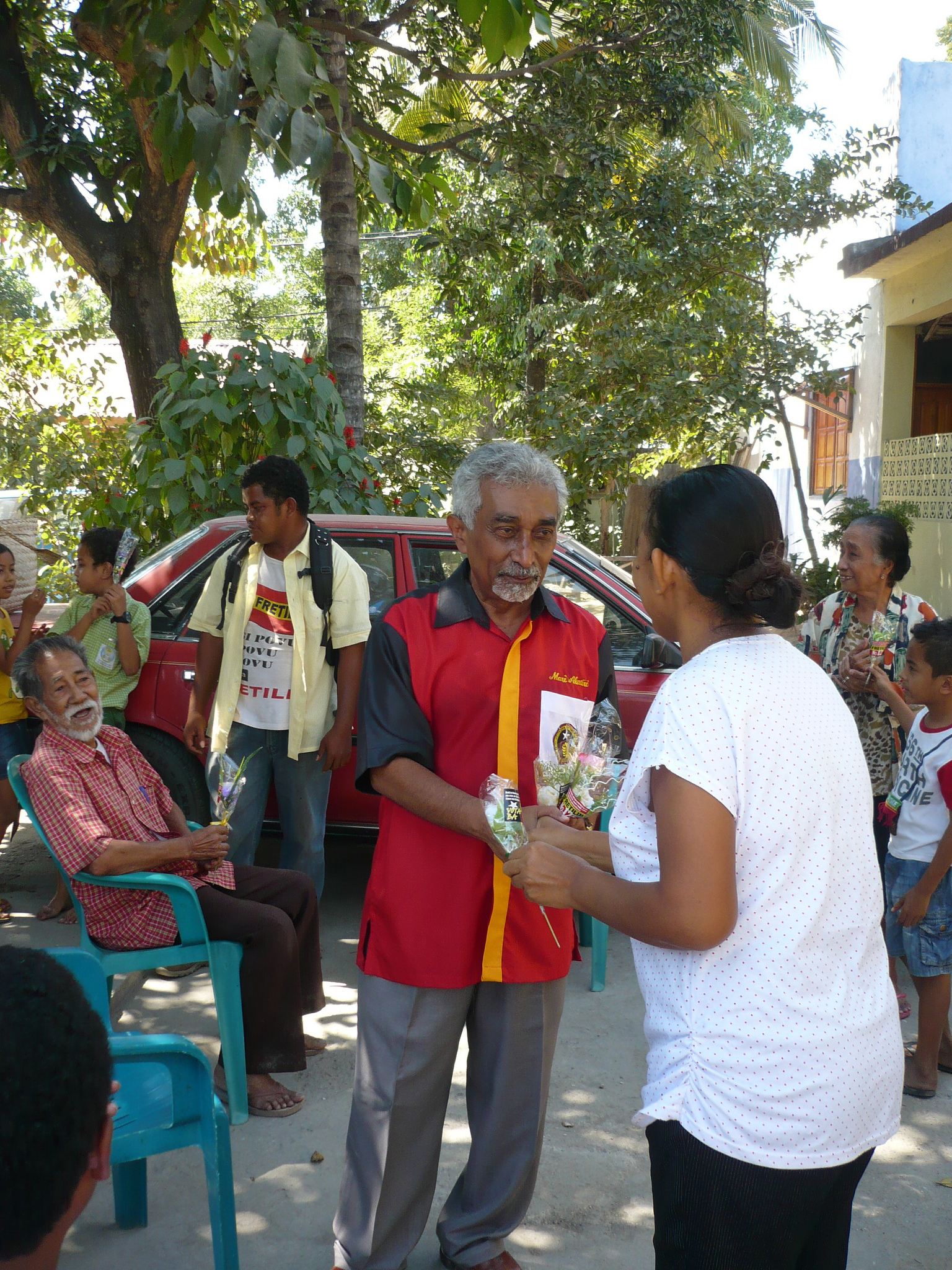
Marí Alkatiri beim Blumenverteilen im Wahlkampf 2012

Am 28. April 2011 wurde die FRETILIN Mudança als eigene Partei registriert und im August 2011 in Frenti-Mudança umbenannt. Ihr gelang 2012 bei den Parlamentswahlen am 7. Juli 2012 mit 3,11 % der Einzug in das Parlament. Die Frenti-Mudança ist an der neuen Regierungskoalition unter Führung des CNRT beteiligt, während die FRETILIN trotz leichter Zugewinne auf 29,87 % nun nur noch die zweitstärkste Partei im Parlament ist und dort die einzige Oppositionspartei bildet. Sie hat nun 25 Sitze. In den Distrikten Baucau (51,38 %) und Viqueque (59,52 %) erhielt die FRETILIN mehr als die Hälfte der Stimmen. Stärkste Kraft wurde sie auch in Lautém (43,86 %) und knapp in Manufahi (31,86 %).
In den Nächten vom 15. bis 17. Juli kam es in Dilis Stadtteil Comoro und anderen Außenbezirken zu gewaltsamen Ausschreitungen. In Hera wurde der aus Uato-Lari stammende Student und FRETILIN-Anhänger Armindo Pereira Alves von einem Polizisten erschossen. Als der Leichnam von Alves in seine Heimat zurückgebracht wurde, kam es zu einem Überfall auf die Polizeistation in Uato-Lari. 15 weitere Personen, darunter vier Polizisten, wurden bei den Unruhen in Dili verletzt. 60 Autos und sieben Häuser wurden zerstört. 16 Personen nahm die Polizei fest, als diese die An-Nuur-Moschee, Osttimors größte Moschee, beschädigten. Landespolizeichef Longuinhos Monteiro verneinte zwar eine politische Motivation hinter der Gewalt und die FRETILIN wies jede Verantwortung für den Gewaltausbruch von sich. FRETILIN-Generalsekretär Marí Alkatiri sprach die Schuld aber Mitgliedern des CNRT zu. Sie hätten sich in einer live im Fernsehen übertragenen Diskussion abfällig über die FRETILIN geäußert und die Unruhen provoziert. CNRT-Generalsekretär Babo entschuldigte sich für die harschen Worte seiner Parteikollegen. Der Leiter der australischen Wahlbeobachter, Damien Kingsbury, machte aber auch die Enttäuschung der FRETILIN-Anhänger für die Unruhen verantwortlich, die an dem Erfolg der Kampagne zur Rückkehr an die Regierung geglaubt hatten.
Am 19. Mai 2012 wurde der FRETILIN von Präsident José Ramos-Horta der Ordem de Timor-Leste verliehen. Geehrt wurde die Partei „für ihren wertvollen und unersetzlichen Beitrag“ für die Unabhängigkeit Osttimors und ihrem Beitrag zur Stabilität und Festigung der Demokratie.

### Teilnahme an der Allparteienregierung
2015 trat Premierminister Gusmão zurück und schlug überraschend den ehemaligen Gesundheitsminister und Mitglied des FRETILIN-Zentralkomitees Rui Maria de Araújo als seinen Nachfolger vor. Am 16. Februar wurde Araújo vereidigt. Seiner Regierung gehören alle Parteien an, die im Parlament vertreten sind (CNRT, FRETILIN, PD und FM).
Im dritten Anlauf gewann Francisco Guterres 2017 die Präsidentschaftswahlen. Er gewann gleich in der ersten Runde am 20. März mit 57,08 % die Abstimmung und wurde am 20. Mai zum neuen Präsidenten vereidigt. Dafür musste Guterres den Parteivorsitz abgeben.

### Erneute Regierung und Machtspiele

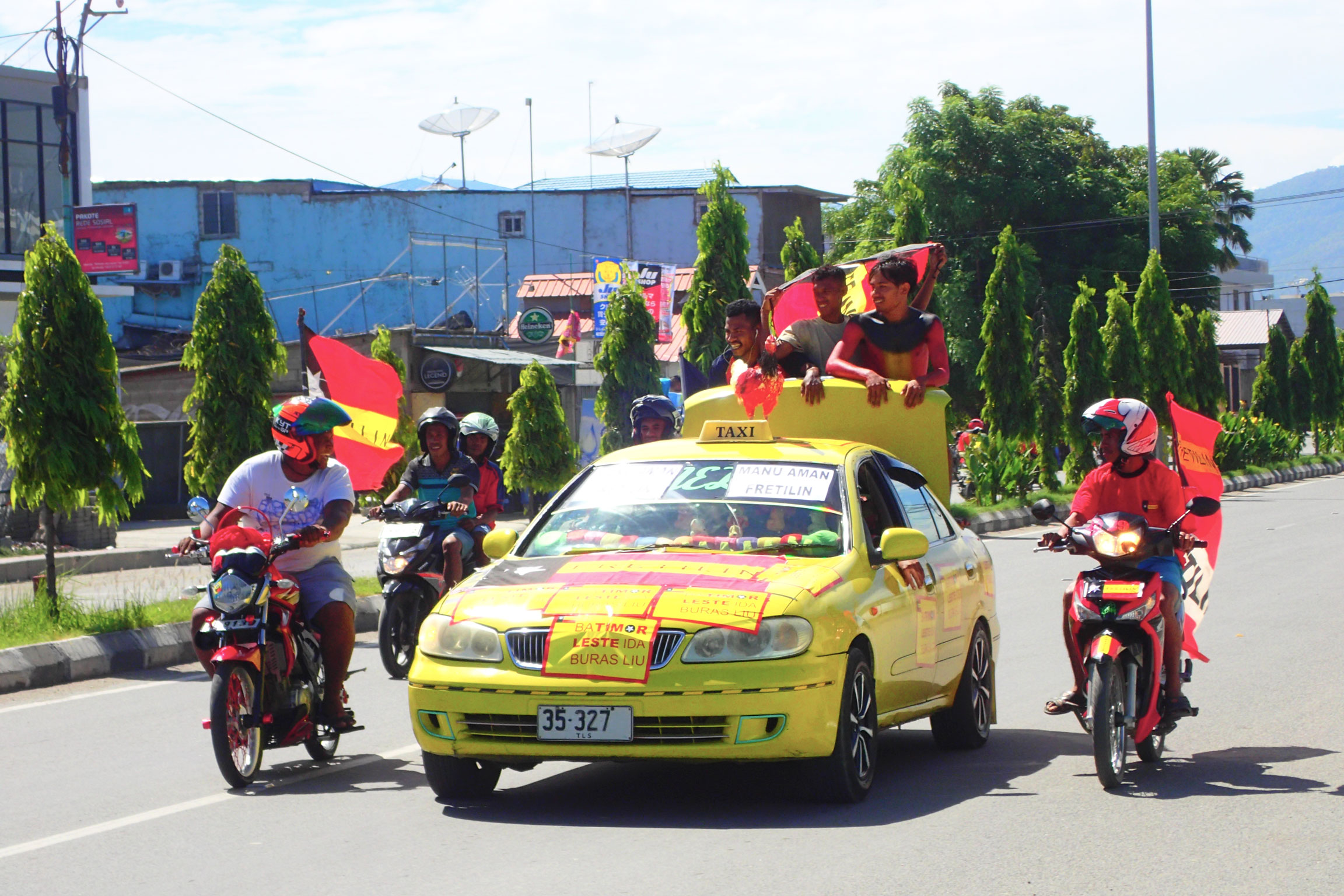
Wahlkampf 2018

Bei den Parlamentswahlen in Osttimor 2017 wurde die FRETILIN trotz leichter Verluste mit 29,65 % der Stimmen (168.480) stärkste Kraft im Parlament. Sie hatte dort nun 23 Sitze, einen mehr als der CNRT. Um eine Regierung bilden zu können, wollte man eine Koalition mit PD und KHUNTO schließen, doch sprang die KHUNTO im letzten Moment ab. So bildete man mit der PD zusammen eine Minderheitsregierung. Alkatiri wurde am 15. September 2017 erneut zum Premierminister vereidigt. Da man sich aber gegen die Mehrheit im Parlament nicht durchsetzen konnte, löste Präsident Guterres das Parlament auf und rief zu Neuwahlen am 12. Mai 2018 auf.

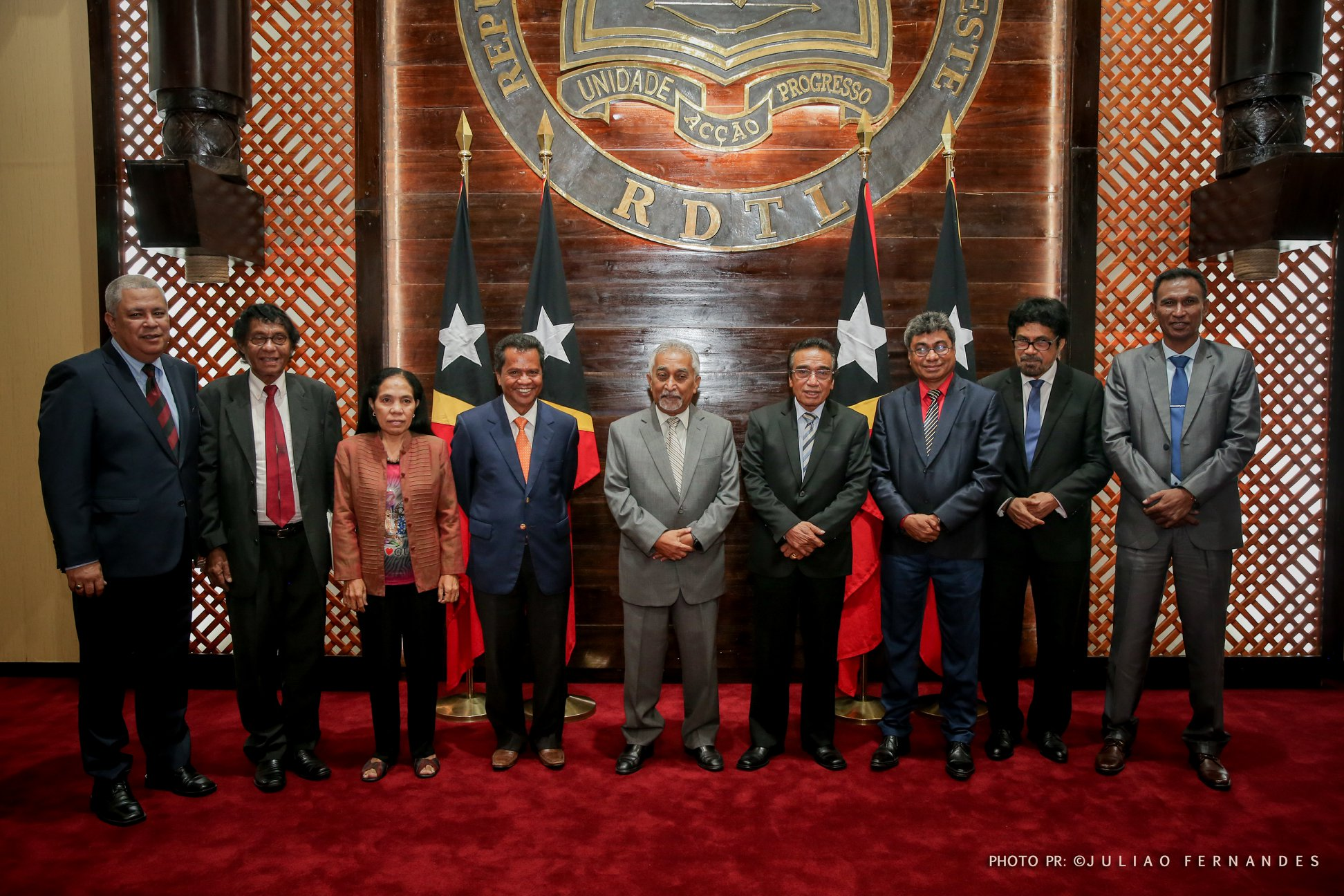
FRETILIN-Führung nach einem Krisengespräch mit Staatspräsident Francisco Guterres (23. Januar 2020)

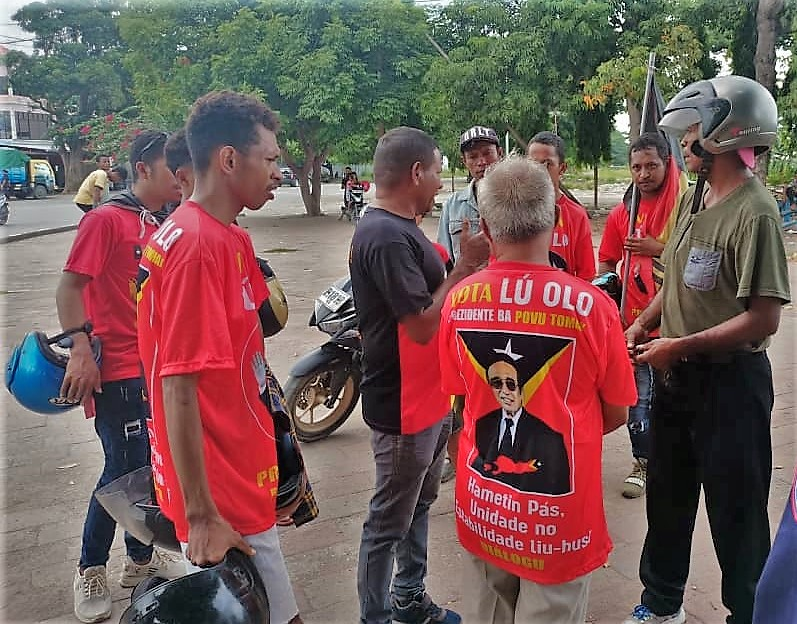
Präsidentenwahlkampf 2022

Zwar konnte die FRETILIN bei den Neuwahlen ihren Stimmenanteil mit 213.324 Stimmen auf 34,2 % vergrößern, doch da die Frenti Dezenvolvimentu Demokratiku (FDD) der Neueinzug in das Parlament gelang, blieb es für die FRETILIN bei 23 Sitzen im Parlament. Stärkste Kraft wurde das Bündnis der AMP, das nun mit 34 Sitzen über die Mehrheit im Parlament verfügt. Zudem musste sie schwere Verluste in Oe-Cusse Ambeno verkraften, weswegen Alkatiri Wahlfälschungen vermutete und erfolglos Beschwerde gegen das Wahlergebnis einreichte. Am 22. Juni wurde der neue Premierminister Taur Matan Ruak von der AMP vereidigt. Als die AMP zerbrach und sich eine Mehrheit im Parlament gegen Premierminister Taur Matan Ruak und seine PLP organisierte, gründeten FRETILIN und PLP eine gemeinsame Plattform, als Gegengewicht zum Bündnis der anderen sechs Parteien. Am 23. April bestärkte die FRETILIN ihre Aussage, sie wolle die bestehende Regierung bis zum regulären Ende der Legislaturperiode unterstützen. Man wolle für Stabilität sorgen und nicht eine parlamentarische Allianz schaffen.
Nachdem die KHUNTO am 29. April wieder aus der Sechs-Parteien-Allianz ausgeschert war, vereinbarten PLP und FRETILIN, leere Positionen in der VIII. Regierung mit Vertretern der FRETILIN und einem Vertreter der PD zu besetzen. Tags darauf wurde die Vorschlagsliste an Präsident Guterres übermittelt. Am 29. Mai wurden die ersten Regierungsmitglieder von der FRETILIN vereidigt.
Zu den Präsidentschaftswahlen in Osttimor 2022 trat Francisco Guterres erneut an. Der CNRT stellte José Ramos-Horta auf. Zu der Forderung von Xanana Gusmão, Ramos-Horta solle im Falle eines Wahlsieges das Parlament auflösen und Neuwahlen ausrufen, machte Ramos-Horta aber keine klaren Aussagen. Guterres musste mit Lere Anan Timur gegen einen Kandidaten antreten, dessen potentiellen Wähler ebenfalls aus den Reihen der FRETILIN stammten. Tatsächlich sah man FRETILIN-Anhänger mit Partei-Shirts auch bei seinen Veranstaltungen. Trotzdem gelang es Guterres in die zweite Runde gegen Ramos-Horta zu kommen, wenn auch nur mit 22,1 % der Stimmen. Hier gewann aber José Ramos-Horta, der Guterres am 20. Mai als Staatspräsident ablöste.
Beim Parteikongress im September 2022 forderte eine Gruppe die bisherige Parteiführung heraus. José Agostinho Sequeira Somotxo trat für das Amt des Parteipräsidenten an und Rui Maria de Araújo wollte neuer Generalsekretär werden. Doch die alte Parteiführung unter Alkatiri und Guterres lehnten eine Direktwahl durch die Parteimitglieder als zu kostspielig ab und ließen den Kongress abstimmen, nachdem die Prüfungskommission die alternative Liste von Araújo und Somotxo disqualifiziert hatte. Beiden wurde eine zu große Nähe zu Xanana Gusmão vorgeworfen. Die Herausforderer scheiterten und Somotxo sowie Osório Florindo und Luís Maria Lobato mussten ihre Plätze im Zentralkomitee der Fretilin räumen.

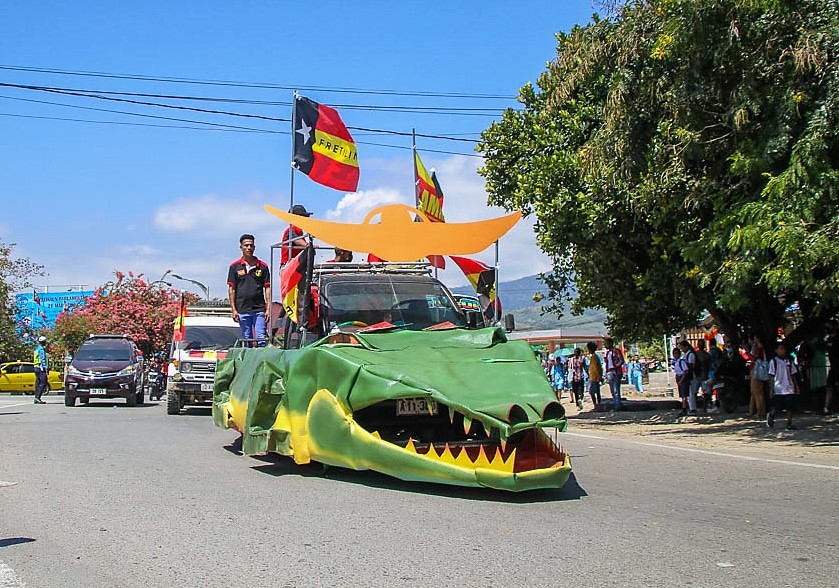
Wahlkampfmobil der FRETILIN (2023)

Zu den Parlamentswahlen 2023 vereinbarten FRETILIN, PLP und KHUNTO, nach den Wahlen erneut eine Regierungskoalition zu bilden. Lere Anan Timur schloss sich wieder Alkatiri und Guterres an und bildete nun zur Wahl eine Führungs-Troika der FRETILIN. Allerdings gelang es der Plattform nicht, die Mehrheit im Parlament zu gewinnen. Die FRETILIN erhielt nur 178.338 Stimmen (25,75 %) und damit 19 der 65 Parlamentssitze, das bisher schlechteste Ergebnis der FRETILIN in ihrer Geschichte. Innerhalb der FRETILIN wurden Stimmen laut, die den Rücktritt der Parteiführung nach dieser „demütigenden“ Niederlage fordern. Sequeira erklärte, Alkatiri und Guterres seien keine Alternativen mehr. Bei einem Treffen der innerparteilichen Opposition nach der Wahl war auch Lere Anan Timur zugegen.

## Wichtige Parteimitglieder
Personen, die aus der FRETILIN ausgetreten sind, werden kursiv angegeben. Bei ihnen werden nur öffentliche Ämter angegeben, die sie während ihrer Parteimitgliedschaft innehatten. Mitglieder, bei denen ein † ohne Datum steht, starben durch die indonesische Besatzung zu einem nicht angegebenen Datum.
| - Marí Bin Amude Alkatiri (* 1949), Generalsekretär, Premierminister 2002–2006, seit 2017 - Razgam All - Hermenegildo Augusto Pereira Alves, Vizeminister für Nationale Verteidigung († 1975) - Merita Alves, Generalsekretärin der Organização Popular de Mulheres Timorense (OPMT) (1956–2021) - Francisco Xavier do Amaral (1937–2012), Vorsitzender 1975–1977, Staatspräsident 1975–1977 - Ovídio Amaral, Minister 2001–2006 - Eduardo dos Anjos, politischer Kommissar, Minister für den öffentlichen Dienst, Transport und Kommunikation, Mitglied des Zentralkomitees - Abílio Araújo, Chef der Auslandsdelegation 1975–1993, Wirtschafts- und Sozialminister 1975 - Afonso Redentor de Araújo, Mitglied des Zentralkomitees (†) - Rui Maria de Araújo, Mitglied im Zentralkomitee seit 2011, Premierminister 2015–2017, Gesundheitsminister 2001–2007, seit 2017 - Arsénio Bano (* 1974), stellvertretender Vorsitzender, Minister 2005–2007 - Hamis Bin Umar Bassarewan, Kultusminister 1975 (†) - Francisco Branco, stellvertretender Vorsitzender - Filomeno Branco - Olímpio Branco, Vizerepräsentant der FRETILIN in Europa, während der indonesischen Besatzung, stellvertretender Minister 2002–2005, Diplomat - Rosa Muki Bonaparte († 1975), erste Generalsekretärin der OPMT und Mitglied des Zentralkomitees - António Duarte Carvarino (Mau Lear, † 1979), stellvertretender Vorsitzender 1977–1979, Premierminister 1977–1979 | - Maria do Céu Pereira Cavarino (Bi Lear), Mitglied des Zentralkomitees († 1979) - Hernâni Coelho, Außenminister seit 2015 - Rosária Corte-Real, Ministerin 2006–2007 - Francisco Borja da Costa (1946–1975), Dichter der Nationalhymne Osttimors - Dulce Maria da Cruz, Mitglied des Zentralkomitees (†) - Alarico Fernandes, Generalsekretär 1975–1977, Minister 1975–1977 - José Manuel Fernandes (Nakfilak), stellvertretender Generalsekretär, Staatssekretär 2005–2007 - Alfredo Borges Ferreira, FRETILIN-Repräsentant in Australien während der indonesischen Besatzung. - Xanana Gusmão (* 1946), Kommandeur der FALINTIL 1981–1992 - Francisco Guterres (Lú-Olo, * 1954), Staatspräsident seit 2017 und Parteivorsitzender bis 2017 - José Luís Guterres (* 1954), Repräsentant der FRETILIN in verschiedenen Ländern während der indonesischen Besatzung, Vizeminister 2002–2003 - Leopoldo Joaquim, Mitglied des Zentralkomitees († 1978) - Nicolau dos Reis Lobato (1946–1978), Vorsitzender 1977–1978, Kommandeur der FALINTIL 1976–1978, Premierminister 1975–1977, Staatspräsident 1977–1978 - Rogério Lobato (* 1949), Kommandeur der FALINTIL 1975, Minister 2002–2006 - Aniceto Guterres Lopes (* 1967), Fraktionsvorsitzende der FRETILIN 2007–2017, Parlamentspräsident 2017–2018 & 2020–2023 - Adaljíza Magno (* 1975), Ministerin 2007, Vizeministerin seit 2017 | - Ma'huno Bulerek Karathayano (1949–2021), Generalsekretär 1990–1993, Kommandeur der FALINTIL 1992–1993 - Sebastião Montalvão, Mitglied des Zentralkomitees (†) - Justino Mota, ehemaliger stellvertretender Generalsekretär - Ana Pessoa Pinto (* 1956), Ministerin 2001–2007 - Estanislau da Silva (* 1952), Premierminister 2007, Staatsminister, Minister für Landwirtschaft und Fischerei seit 2015 - José Ramos-Horta (* 1949), Sprecher der Exilregierung - José Reis, stellvertretender Generalsekretär - Vicente dos Reis (Bie Ki Sa'he, † 1979), Nationaler Politkommissar 1977–1979 - Domingos da Costa Ribeiro, Vizeminister für Kommunikation und Verkehr 1975 († 1979) - Roque Rodrigues (* 1949), Repräsentant der FRETILIN in verschiedenen Ländern während der indonesischen Besatzung - Nino Konis Santana (1957–1998), Kommandeur der FALINTIL 1993–1998 - Flávio Silva, zweiter Stellvertreter des Parteivorsitzenden - Maria Soares da Silva (1961–2021), Sekretärin der OPMT - Florentina da Conceição Pereira Martins Smith, Ministerin für Soziale Solidarität seit 2017 - Aquiles Freitas Soares († 1975/76), Freiheitskämpfer - Taur Matan Ruak (* 1956), Kommandeur der FALINTIL 1998–2001 - José Teixeira (* 1964), Minister 2006–2007 - Jorge da Conceição Teme, Vizeminister 2001–2003 - Adelina Tilman, Mitglied des FRETILIN-Teams bei den Vereinten Nationen, während der indonesischen Besatzung - Guido Valadares (1934–1976), Vizeminister 1975–1976 |

## Unterorganisationen
- OPJT (Organização Popular da Juventude Timorense): Jugendorganisation in den 1970er-Jahren
- OJETIL (Organização de Jovens e Estudantes de Timor Leste): Jugendorganisation  ab 1983 (alter Name: Organização da Juventude Católica de Timor-Leste OJECTIL)
- OPMT (Organização Popular de Mulheres Timorense): Frauenorganisation, gegründet am 28. August 1975
- Radio e Televisão Maubere, der Parteisender seit dem 20. Mai 2011

## Hymne und Logo der FRETILIN
Der Text der Hymne „Foho Ramelau“ stammt von Francisco Borja da Costa. Die Musik schrieb Abílio Araújo.
| Text in Tetum Eh! Foho Ramelau, Foho Ramelau eh! Sa be aas liu o tutun, Sa be bein liu o lolon eh! Tan sa timoroan hakru’uk bebeik? Tan sa timoroan ata uai-uain? Tan sa timor ulun sudur uai-uain? Tan sa timoroan ata uai-uain? Hader, rai hun mutin ona la! Hader, loro foun sa’e ona la! Loke matan, loro foun to’o iha o knua Loke matan, loro foun iha ita rain Hader, kaer rasik kuda talin eh! Hader, ukun rasik ita rain eh! | Deutsche Übersetzung Eh! Berg Ramelau, Berg Ramelau, eh! Was ist höher als Dein Gipfel? Was ist größer als Deine Erhabenheit, eh? Warum, Timor, ist Dein Kopf für immer gesenkt? Warum, Timor, werden Deine Kinder versklavt? Warum, Timor, bleiben Deine Kinder gebeugt? Warum, Timor, bleiben Deine Kinder versklavt? Wacht auf, der Fuß des Berges ist weiß! Wacht auf, eine neue Sonne ist aufgegangen! Öffnet Eure Augen, ein neuer Tag ist über Eurem Dorf Öffnet Eure Augen, ein neuer Tag ist über unserem Land Wacht auf, nehmt die Zügel Eures eigenen Pferdes Wacht auf, regiert unser eigenes Land eh! |

Borja da Costa verwendete im Text einfache Worte, die dem einfachen Volk geläufig waren. Der „Foho Ramelau“ ist Osttimors höchster Berg. Das Logo der FRETILIN zeigt in Anspielung auf die Hymne ein Seil, wie es traditionell als Zügel für die einheimischen Pferde verwendet wird.